# Grazer Zuckerfabrik

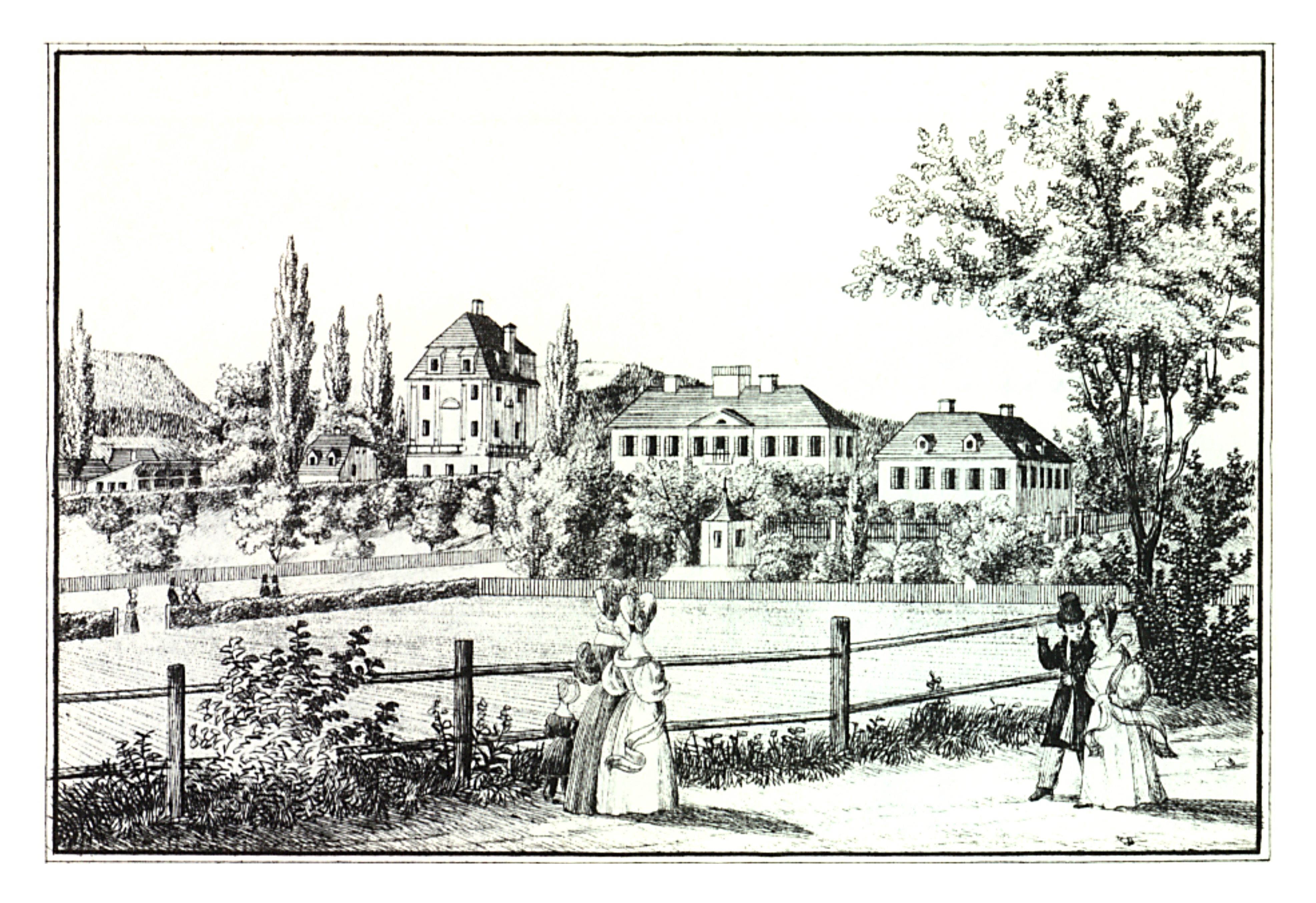
Zuckerfabrik und Venustempel um 1830, Lith. Anstalt J.F. Kaiser, Graz

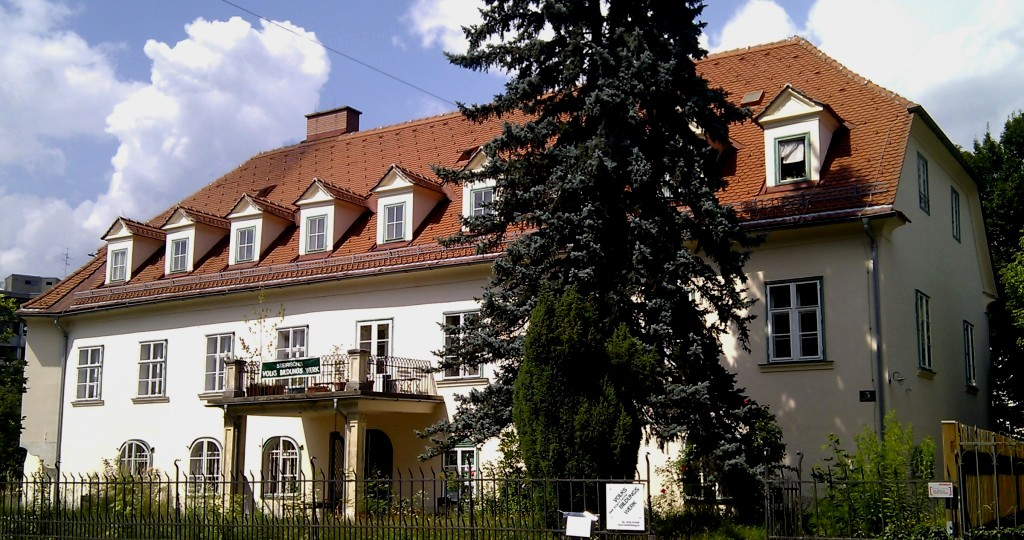
Das ehemalige Herrenhaus der Zuckerfabrik

Die 1825 gegründete und heute nicht mehr bestehende Grazer Zuckerfabrik hatte selbst Bedeutung für die steirische Industriegeschichte und stand auf einem historisch bemerkenswerten Areal.

## Die Geschichte des Areals
Die noch existierende Bonaparte-Villa (Herdergasse 3; ehemals Geidorfstraße 2) ist ein länglicher, klassizistischer Bau, dessen Kern auf das 16. Jahrhundert zurückgeht. Aus der Errichtungszeit stammt der an der Westseite gelegene, auf Konsolen ruhende Eckerker, sowie der Bruchsteinkeller (ohne das im 18. Jahrhundert errichtete Ziegelgewölbe).
Louis Bonaparte, der Bruder Napoleons und bis 1810 König von Holland, ging nach seiner Abdankung nach Österreich ins Exil, wo er sich „Graf Ludwig von Saint Leu“ nannte. Im November 1810 traf er in Graz ein. Am 17. August 1811 kaufte er im Bezirk Geidorf eine Villa mit einem großen Grundstück. Der Vorbesitzer war Graf Vinzenz von Sauer, der es erst 1801 von Sigismund Freiherr von Schwitzen gekauft hatte. Dieser hatte es 1784 von Aloisia Buresch (Edle von Greifenbach) erworben. Bis dahin war es ein Teil des großen, nach dem ungarischen Grafengeschlecht Erdödy benannten Erdodischen Freigartens. Nach einigen Vergrößerungen reichte der Garten des Exkönigs bis zur heutigen Liebiggasse. Er wohnte nur bis 1813 auf seinem Besitz in Graz und ging aus politischen Gründen nach Italien.
Im Mai 1814 ging Ludwigs Anwesen in den Besitz seines Bruders Jérôme Bonaparte über, der bis 1813 König von Westphalen war und den Namen Graf von Harz führte. Dieser verkaufte es im November 1814 an Cäcilie Freiin von Bouvier. In der Zwischenzeit wurde das ehemalige Herrenhaus eine Kaserne, die als Spital genutzt wurde. 1821 erwarb Fürst Johannes von Liechtenstein das Anwesen.

## Die Zuckerfabrik

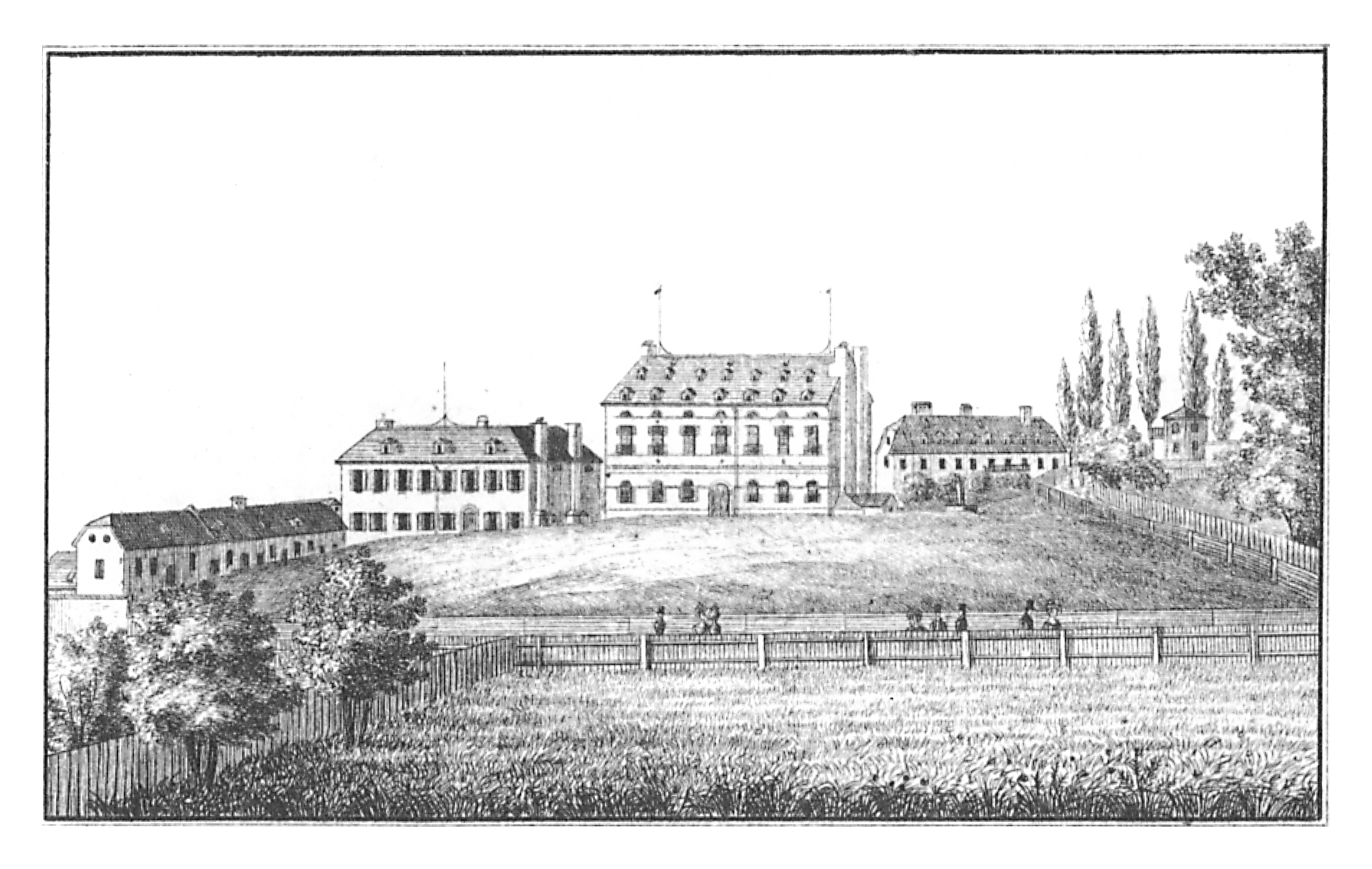
k.k. Zuckerfabrik um 1830, Lith. Anstalt J.F. Kaiser, Graz

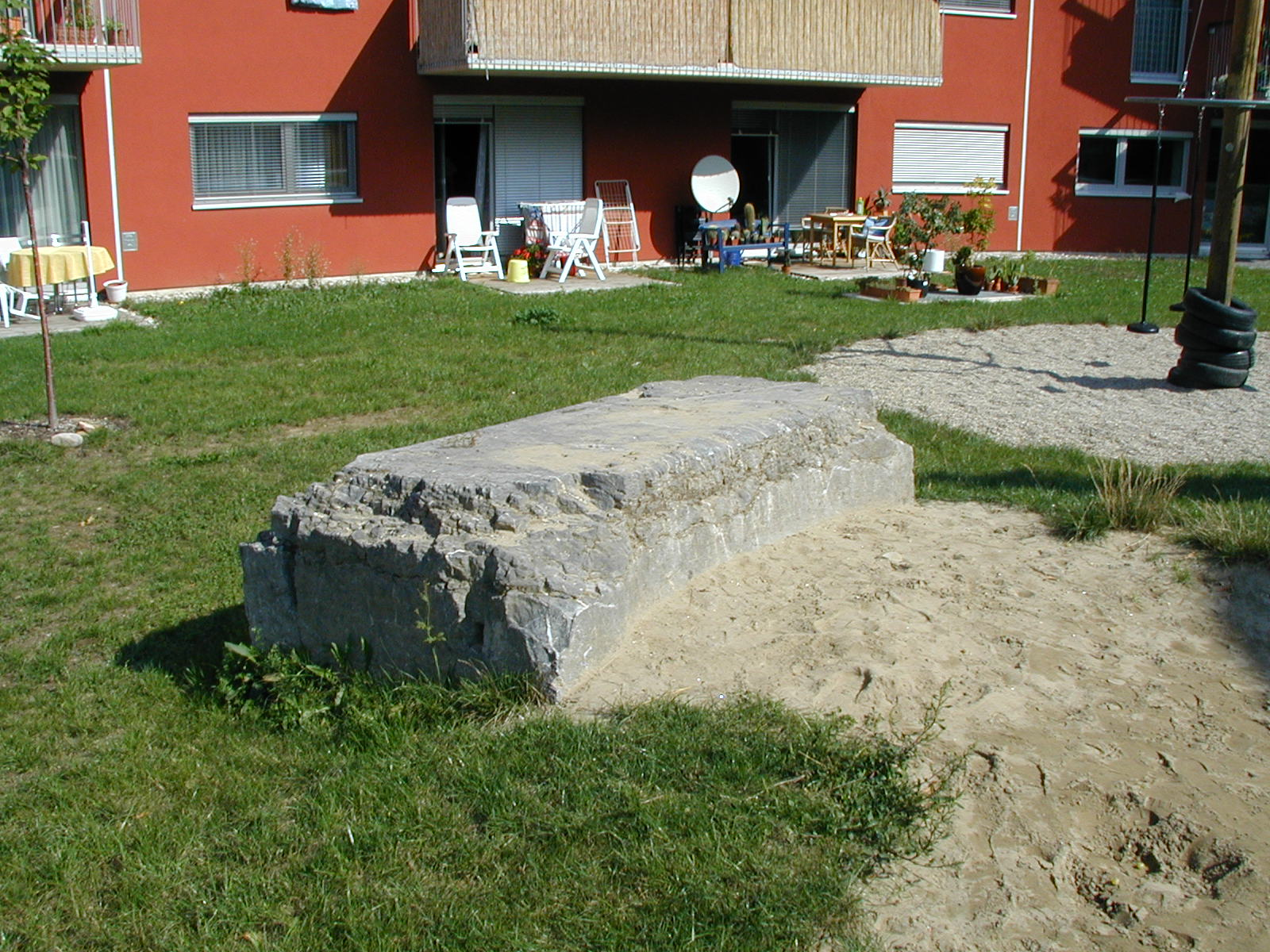
Letzter noch sichtbarer Rest der Zuckerfabrik (2003)

Fünf Jahre später veräußerte der Fürst seine Neuerwerbung um 2000 Gulden an die 1825 gegründete k. k. privilegierte Zuckerraffinerie in Graz. Kurz danach wurden etliche Gebäude der Fabrik durch Feuer zerstört. An ihre Stelle trat 1828 ein Neubau. Die Zuckerfabrik hatte danach mehrere aufeinanderfolgende Besitzer, bis sie 1837 vom Wiener Bankhaus Arnstein und Eskeles gekauft wurde. 
Zu den damals durchgeführten Modernisierungen gehörte die erste Dampfmaschine der Steiermark. Sie diente dazu, Wasser aus dem Kroisbach zur Fabrik zu pumpen. 1863 ging die Fabrik an eine neue Aktiengesellschaft über. Der bis dahin verarbeitete Rohrzucker wurde immer mehr durch Rübenzucker ersetzt. In den 1870er Jahren erreichte die Fabrik mit einer Jahresproduktion von 11.000 Tonnen jährlich ihr Maximum, kurze Zeit später fand sie ihr Ende. Das frühere Wohnhaus des Ex-Königs wurde im April 1881 verkauft.
Zum Anwesen der Zuckerfabrik zählte der im 18. Jahrhundert errichtete turmartige Venustempel, der an einer Ecke eine schwarze Madonna trug. Er war 1820 bis 1856 im Besitz des Arztes Anton Haas und wurde 1873 an die Aktiengesellschaft verkauft, die im Besitz der Zuckerfabrik war. Etwa 1905 wurde der Venustempel abgetragen. Der 1797 im selben Areal erbaute sogenannte Mozarttempel (das älteste Mozart-Denkmal weltweit) existiert noch heute.

## Die spätere Entwicklung des Areals

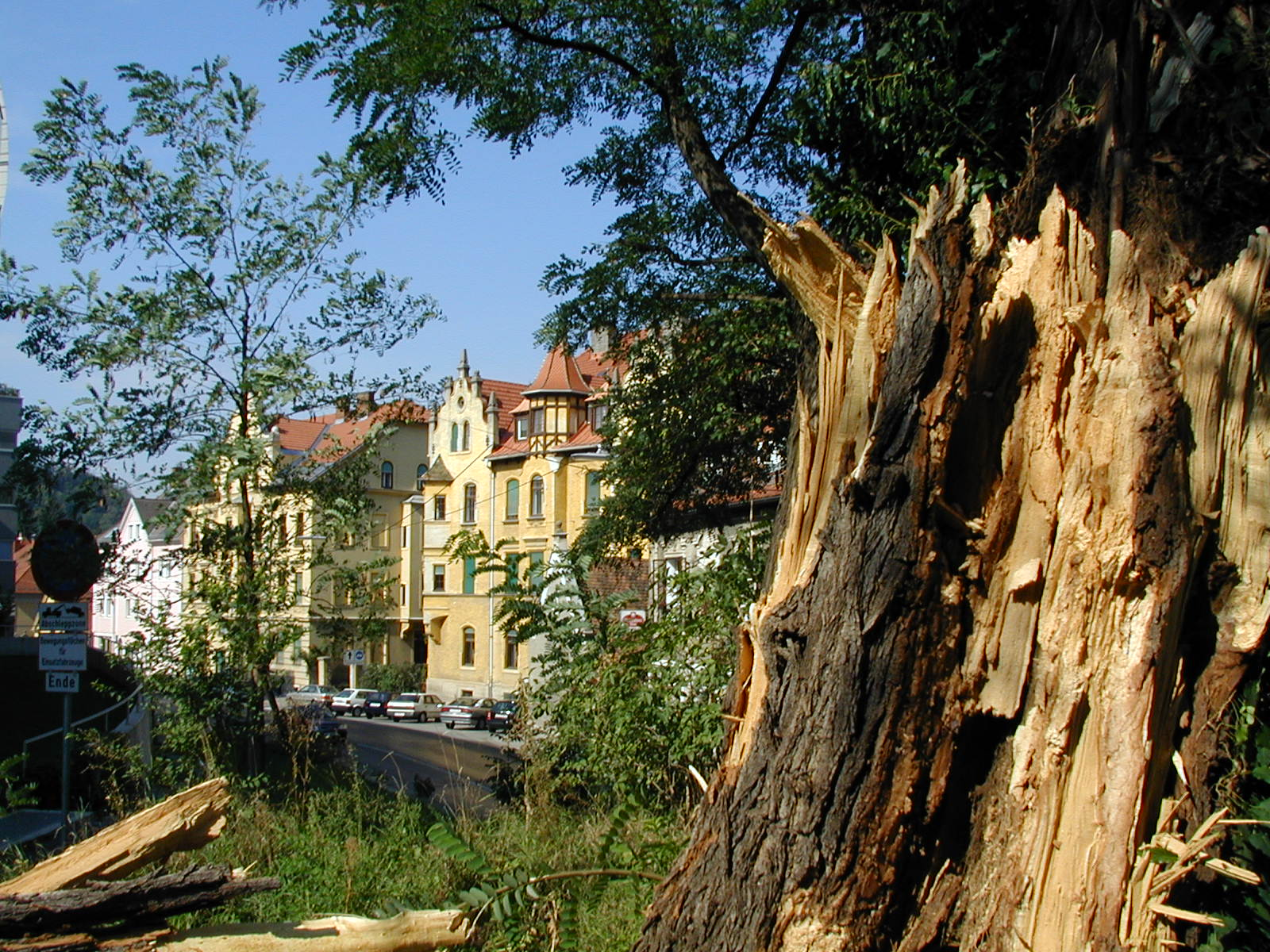
Die letzten Alleebäume (Robinien) nach dem Sturm (2003)

Das denkmalgeschützte Herrenhaus (Herdergasse 3) war später ein Landesschülerheim und beherbergt heute das Steirische Volksbildungswerk, den Naturschutzbund Steiermark und die Steiermärkische Berg- und Naturwacht. Bis 2002 bestand in unmittelbarer Nähe (jenseits der Herdergasse) eine Kleingartensiedlung, zuletzt in kirchlichem Besitz, die noch geringe Mauerreste der ehemaligen Zuckerfabrik aufwies. 
2002 erfolgte der Bau einer von den Architekten Martin Küng und Peter Reitmayr groß angelegten Wohnhaussiedlung. Ein einzeln stehendes Fundament-Stück der ehemaligen Fabrik wurde in die Grünanlage im Inneren architektonisch integriert. Die Alleebäume, die das Fabriksareal zur Mariatrosterstraße (heute Heinrichstraße) begrenzten, verschwanden nach und nach. Die letzten wurden durch einen großen Sturm am 29. August 2003 schwer beschädigt und entfernt.